# Altman (Virginia Occidental)
Altman es un área no incorporada ubicada en el condado de Boone (Virginia Occidental), Estados Unidos. Está catalogada como un asentamiento humano por la Junta de Nombres Geográficos de los Estados Unidos. Su número de identificación (ID) es 1741699. Se encuentra a 204 m s. n. m. (669 pies).

## Historia
Se estableció una oficina de correos en 1910 y permaneció en funcionamiento hasta 1931.